# Großsteingrab Wredenhagen
Das Großsteingrab Wredenhagen ist eine megalithische Grabanlage der jungsteinzeitlichen Trichterbecherkultur bei Wredenhagen, einem Ortsteil der Gemeinde Eldetal im Landkreis Mecklenburgische Seenplatte (Mecklenburg-Vorpommern).

## Lage
Das Grab befindet sich etwa 3,5 km südwestlich von Wredenhagen im Forst, kurz vor der Landesgrenze zu Brandenburg. Möglicherweise befindet sich 3,5 km östlich im selben Waldstück ein weiteres Großsteingrab.

## Beschreibung
Die Anlage besitzt ein in Resten erhaltenes längliches Hünenbett. Von der ursprünglichen Umfassung sind noch einige Steine erhalten. Eine Grabkammer lässt sich nicht mehr feststellen, vermutlich wurde sie zerstört. Eine Bestimmung des genauen Grabtyps ist somit nicht mehr möglich.
Über das mögliche zweite Grab liegen keine näheren Informationen vor.